# China Anta-Mentech Cycling Team
La China Anta-Mentech Cycling Team, nota in passato come China Glory-Mentech Continental Cycling Team, è una squadra maschile cinese di ciclismo su strada. Dal 2022 ha licenza da UCI Continental Team.
Nel 2023 ha ottenute le prime vittorie in gare UCI: l'Alanya Cup con Willie Smit e la terza tappa del Tour of Sakarya con Lyu Xianjing.

## Cronistoria

### Annuario
| Anno | Codice | Nome                                 | Cat. | Biciclette | Dirigenza                                                                                           |
| ---- | ------ | ------------------------------------ | ---- | ---------- | --------------------------------------------------------------------------------------------------- |
| 2022 | CGS    | China Glory Continental Cycling Team | CT   | Pardus     | Manager: Maarten Tjallingii Dir. sportivi: Lionel Marie, Simon Cope, Jérôme Coppel, Benjamin Giraud |
| 2023 | CGC    | China Glory Continental Cycling Team | CT   | Pardus     | Manager: Han Feng Dir. sportivi: Lionel Marie, Leonardo Canciani, Jérôme Coppel                     |

## Organico 2025
Aggiornato al 1º gennaio 2025.

### Staff tecnico
|  | Naz.               | Ruolo | Sportivo          |  |  |  |
|  | ------------------ | ----- | ----------------- |  |  |  |
|  | Cina (bandiera)    | GM    | Han Feng          |  |  |  |
|  | Francia (bandiera) | DS    | Lionel Marie      |  |  |  |
|  | Italia (bandiera)  | DS    | Leonardo Canciani |  |  |  |
|  | Francia (bandiera) | DS    | Jérôme Coppel     |  |  |  |

### Rosa
|  | Naz.                  |  | Sportivo        | Anno |  |  |
|  | --------------------- |  | --------------- | ---- |  |  |
|  | Kazakistan (bandiera) |  | Igor' Čžan      | 1999 |  |  |
|  | Francia (bandiera)    |  | Lucas De Rossi  | 1995 |  |  |
|  | Kazakistan (bandiera) |  | Evgenij Gidič   | 1996 |  |  |
|  | Cina (bandiera)       |  | Liu Jiankun     | 1995 |  |  |
|  | Cina (bandiera)       |  | Lyu Xianjing    | 1998 |  |  |
|  | Cina (bandiera)       |  | Shen Yutao      | 2000 |  |  |
|  | Sudafrica (bandiera)  |  | Willie Smit     | 1992 |  |  |
|  | Cina (bandiera)       |  | Sun Changsheng  | 2002 |  |  |
|  | Cina (bandiera)       |  | Teng Geng       | 1999 |  |  |
|  | Francia (bandiera)    |  | Julien Trarieux | 1992 |  |  |
|  | Cina (bandiera)       |  | Xu Changquan    | 1997 |  |  |